# Državna cesta D303
D303 je državna cesta u Hrvatskoj. Ukupna duljina iznosi 13,5 km.